# 青柳一郎
青柳 一郎（あおやぎ いちろう、1900年（明治33年）7月29日 – 1983年（昭和58年）8月2日）は、日本の内務官僚、政治家。山口県知事（官選第28代）、衆議院議員（3期）。

## 経歴
山口県出身。早稲田大学教授・青柳篤恒の長男として生まれる。第三高等学校を経て、1926年、東京帝国大学法学部政治学科を卒業。1925年11月、高等試験行政科試験に合格。内務省に入省し広島県属となる。
以後、熊本県警察部・福岡県警察部の各特別高等警察課長、上海領事、福島県書記官・警察部長、軍事保護院業務・軍事扶助・総務の各課長、厚生省大臣官房会計・総務の各課長、同省保険局長などを歴任。1946年1月、最後の官選山口県知事に就任し、1947年4月まで在任し退官。公選初代山口県知事田中龍夫のもとで副知事を務めた。その後、住宅営団監事、日本医療団監事、全国国民健康保険団体中央会長などを歴任。
1949年1月の第24回衆議院議員総選挙で山口県第2区に民主自由党から立候補し当選。以後、1953年4月の第26回総選挙まで連続三回当選。1955年2月の第27回総選挙で落選した。
その他、衆議院地方行政委員長、自由党政調会厚生部長、同社会部長、運輸審議会会長、阪神外貿埠頭公団参与などを歴任した。
1970年11月の秋の叙勲で勲三等から勲二等に叙され、旭日重光章を受章する。
1983年8月2日死去、83歳没。同月26日、特旨を以て位三級を追陞され、死没日付をもって正五位から従三位に叙された。